# Viviane Senna Lalli
Viviane Senna da Silva Lalli, née le 14 juin 1957 à São Paulo est une femme d'affaires brésilienne. Elle est présidente de l'ONG Fondation Ayrton Senna.

## Biographie
Viviane Senna da Silva Lalli est diplômée de l'Université pontificale catholique de São Paulo (PUC-SP), où elle obtient une licence (bachelor's degree) en psychologie. À partir de 1981, elle travaille comme psychothérapeute,.
Elle a été la présidente de la Fondation Ayrton Senna, créée en 1994, quelques mois après la disparition de son frère, le pilote automobile Ayrton Senna,, avant de passer le relais à sa fille Bianca Senna. Cet institut forme des éducateurs et dispense des programmes auprès de deux millions d'enfants dans 1 300 villes du Brésil.
Viviane Senna da Silva Lalli siège au comité consultatif (advisory board) de la filiale brésilienne de Citibank et de la Fédération brésilienne des banques (pt) (Febraban), ainsi qu'au comité d'investissement (social investment committees) de Banco Itaú et d'Unibanco. Elle est élue en 2009 au conseil d'administration de Banco Santander Brasil.
Elle est membre du Conseil de développement économique et social (pt) brésilien (CDES), du bureau de l'éducation (board of education) de la Fédération industrielle de l'État de São Paulo (pt) (FIESP) et de la Confédération nationale de l'industrie (pt) (CNI).

## Vie privée
Viviane Senna da Silva Lalli est mère de trois enfants, Lalalli Senna, artiste plasticienne, pianiste et compositrice, Bianca Senna, présidente de l’Instituto Ayrton Senna à la suite de sa mère, et le pilote automobile Bruno Senna. Son mari Flávio Pereira Lalli est décédé en 1996 dans un accident de moto, alors qu'il ramenait la Ducati signée Senna ayant appartenu à Ayrton Senna à Sao Paulo afin qu'elle soit mise à la vente.